# Tilloy-lez-Marchiennes
 Tilloy-lez-Marchiennes là một xã của tỉnh Nord, thuộc vùng Hauts-de-France, miền bắc nước Pháp.